# Прощай, Африка
«Прощай, Африка» (итал. Africa Addio) — документальный фильм в стиле мондо итальянских режиссёров Гуальтьеро Якопетти и Франко Проспери, иллюстрирующий жизнь Чёрной Африки после обретения независимости.

## Сюжет
Документальный фильм о реальной жизни африканских народов в развивающихся странах. О бессмысленной жестокости, смертях, гражданских войнах, сотрясающих некоторые из стран Африканского континента. О жестокости мелких военных группировок. О браконьерстве в заповедниках. И о бессилии властей что-либо изменить в лучшую сторону в жизни простых людей.
Самые впечатляющие и местами шокирующие кадры удалось снять в Кении, где происходило восстание против англичан, и особенно в ДР Конго, куда съёмочная группа попала в самый разгар Конголезского кризиса и смогла заснять боевые действия, которые вели наёмники Майка Хора. В одном из кадров показан предводитель «белых гигантов Конго».

## Слоган
«You May LOVE It! You May HATE It! But You’ll Not FORGET It!.»

## Факты
- В Кении съёмочная группа была схвачена повстанцами и едва избежала расстрела.
- Режиссёры были обвинены в том, что в некоторых сцены убийств, отснятых вживую, люди были убиты по команде «Мотор». Им пришлось доказывать невиновность в суде и разыскивать свидетелей этого. Сцены расстрела и убийства мятежников в ДР Конго действительно были сняты вживую, и одним из оснований для обвинения послужило неосторожное признание одного из постановщиков, сказавшего: «Наёмники делали всё, что мы просили»[1].